# アエロ
アエロウォッチ（英語:AEROWATCH）は、1910年にスイスのラ・ショー・ド・フォンで設立されたボルツリ家率いる家族経営の時計メーカーである。1935年5月に本社をヌーシャテルに移転する前は、創設直後から長い間フルーリエに拠点を置いていた。現在はセーニュレジエに本社がある。1930年代半ばには、アエロウォッチはすでに15か国以上に製品を輸出していた。主に懐中時計、腕時計を展開している。

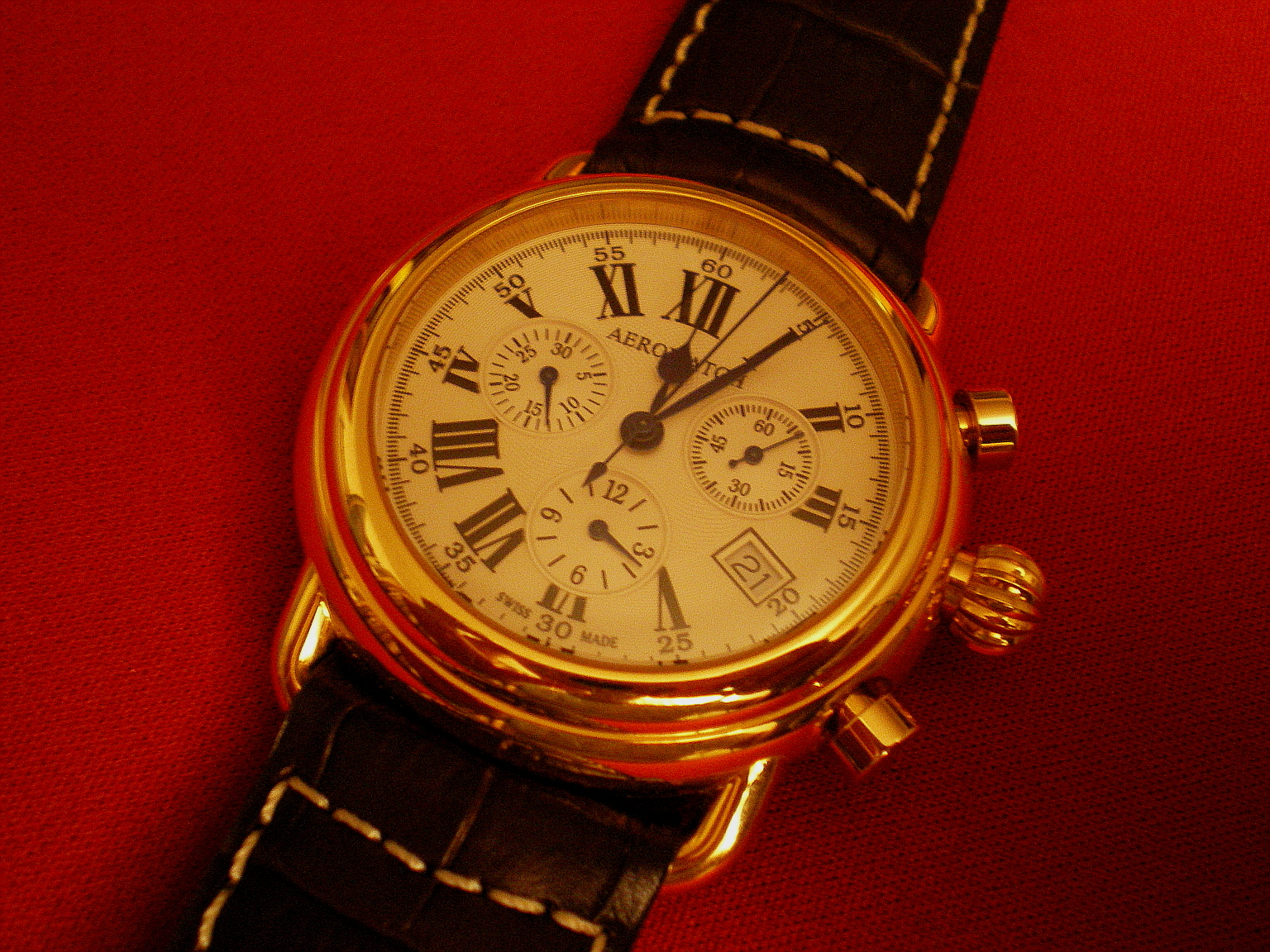
アエロウォッチの腕時計 (Chronograph Quartz Collection 1942)